# Prisma de l'esmalt
Un prisma de l'esmalt, columna de l'esmalt o fibra de l'esmalt és la unitat bàsica de l'esmalt dental. Els prismes de l'esmalt són estructures formades per aglomeracions molt compactes de cristalls d'hidroxiapatita. La seva forma hexagonal potencia la rigidesa dels prismes i reforça l'esmalt. Vist en secció, recorda un peix. El «cap», o nucli del prisma, està orientat cap a la corona dental, mentre que la «cua», o beina, està orientat cap al marge cervical de la dent. El nucli es compon de cristalls d'hidroxiapatita en una aglomeració molt compacta. La beina, en canvi, és menys compacta i deixa més espai per a components orgànics. Aquestes estructures del prisma generalment es poden visualitzar en seccions moltes o per mitjà d'un microscopi electrònic de rastreig o esmalt marcat amb àcid.
El nombre de prismes de l'esmalt varia entre uns 5 milions (en les incisives mandibulars) i uns 12 milions (en les molars maxil·lars).
Els prismes de l'esmalt estan arrenglerats en fileres al llarg de la dent. En el si de cada filera, l'eix major del prisma de l'esmalt sol ser perpendicular a la unió cementoadamantina subjacent. Tant en la dentadura temporal com en la permanent, els prismes de l'esmalt segueixen el camí dels ameloblasts. En les dents permanents, els prismes de l'esmalt situats prop de la unió cementoadamantina s'inclinen una mica més apicalment cap a l'arrel de la dent. En l'odontologia restauradora és molt important conèixer l'orientació de l'esmalt perquè l'esmalt sense dentina a sota és propens a fracturar-se i se sol evitar.
La disposició dels cristalls en el si de cada prisma de l'esmalt és molt complexa. En gran part, els cristalls d'esmalt estan orientats en paral·lel amb l'eix major del prisma. Com més lluny estan els cristalls de l'eix central, més divergeix la seva pròpia orientació.
En les seccions moltes, els prismes estan torçats i segueixen un patró intricat a les cúspides. Això permet que les dents resisteixin forces de masticació fortes sense fracturar-se. La bibliografia demostra que poden suportar forces de fins a 90-135 N per dent. Aquesta part de l'esmalt es coneix com a «esmalt nuós».
La zona que envolta el prisma de l'esmalt és l'esmalt intercolumnar. L'esmalt intercolumnar té la mateixa composició que els prismes de l'esmalt. Tanmateix, es distingeixen histològicament perquè l'orientació dels cristalls és diferent. Els cristalls són gairebé perpendiculars al prisma de l'esmalt.